# オームデノサウルス
オームデノサウルス（Ohmdenosaurus　"オームデンのトカゲ"の意味）はジュラ紀前期に現在のドイツに生息した草食恐竜の属である。体長は4 mほどと小型で、おそらくヴルカノドン科(Vulcanodontidae)に属している。1組の脚部の化石のみが知られている。

## 概要
1970年、ドイツの古生物学者ルーパート・ヴィルト（Rupert Wild）はホルツマーデンのUrwelt-Museum Hauffを訪れ、首長竜とラベルされた展示化石に注目した。実は恐竜のものであると気づいたからである。化石の正確な発見地を特定することは不可能であると証明された。
1978年この標本はタイプ種Ohmdenosaurus liasicusとして命名、記載された。属名は発掘地と推定される場所の近郊であるバーデン＝ヴュルテンベルク州の町オームデン（Ohmden）にちなんでいる。種小名はジュラ紀前期の古名であるリアス世（en）にちなんでいる。
ホロタイプには標本番号が無く、化石が剖出された母岩にはコエロディスクス属（Coelodiscus）の巻貝の化石が含まれ、どうやら発見地は有名なポジドニア頁岩（en）のトアルス期中期の海生層であるようだ。ホロタイプは脛骨、距骨、踵骨で構成される。これらの骨は関節した状態ではなく、風化の兆候が見られ、この動物が陸上で死んだ後に海へと流された証拠と見られる。頸骨の長さはたった405 mmで、竜脚類としては小型の個体であったこと示す。
幅14 cmほどの距骨の形状はサンダルのようで、より派生的な新竜脚類のもののように上部が凸状ではなく、オームデノサウルスが非常に基盤的な竜脚類であることを示す。1990年、ジョン・スタントン・マッキントッシュはオームデノサウルスをヴルカノドン科に分類したが、この分類群は無関係な基盤的竜脚類を収容するゴミ箱分類群として機能している。現在ではヴルカノドン科であるという分類は確証されていない。

## 参照
- Wild, R. (1978). "Ein Sauropoden-Rest (Reptilia, Saurischia) aus dem Posidonienschiefer (Lias, Toarcium) von Holzmaden". Stuttgarter Beiträge zur Naturkunde, Serie B (Geologie und Paläontologie) 41: 1-15.